# Molins de Santana
Els Molins de Santana són dos molins de vent (Molí de Santana i Molí Velho) situats al Parc Forestal de Monsanto, en concret al Parc dels Molins de Santana, a la freguesia de Sâo Francisco Xavier, a Lisboa.
Els Molins de Santana es construïren a mitjan segle xviii, a la serra de Monsanto, per a les monges Dominicanes Irlandeses del Convent do Bom Sucesso. Són a hores d'ara, a Lisboa, els únics testimonis perfectament preservats de la important activitat molinera desenvolupada per desenes de molins en tota la zona occidental de la ciutat, responsable del proveïment de farina.
Els molins foren adquirits per la Cambra al 1942 i els restaurà entre 1964 i 1965 l'Associació Portuguesa dels Amics dels Molins, preservant l'estructura base: torre circular i barret de quatre veles triangulars.
Els molins estan en tràmit de classificació per l'IGESPAR des del 1991.

## Altres molins propers
- Molins de Casalinho da Ajuda, a 1,2 km a l'est
- Molins del Barri de Caramão, a 450 m al nord

Tot i que l'IGESPAR designe els Molins de Santana igualment com a Molins de Caramão da Ajuda, no s'han de confondre amb els dos molins desactivats encara visibles, més al nord, en ple barri de Caramão.